# Полански, Иржи
Иржи Полански (чеш. Jiří Polanský; 18 декабря 1981, Брно, Чехословакия) — чешский хоккеист, центральный нападающий. Чемпион чешской Экстралиги 2011 и 2019 годов в составе клуба «Оцеларжи Тршинец».

## Карьера
Иржи Полански дебютировал в Экстралиге за «Тршинец» в сезоне 2000/01. После двух лет, проведённых в Словакии, Полански вернулся в «Тршинец». В составе «Тршинца» Полански стал чемпионом Чехии 2011 года, а также дважды (в 2015 и 2018 годах) становился серебряным призёром чешского чемпионата. В 2019 году Полански во второй раз выиграл чешский чемпионат с «Тршинцем». Завершил карьеру хоккеиста в 2020 году.

## Достижения
Чемпион Экстралиги 2011 и 2019
 Серебряный призёр Экстралиги 2015 и 2018

## Статистика
- Чешская экстралига — 956 игр, 551 очко (223+328)
- Словацкая экстралига — 68 игр, 21 очко (7+14)
- Чешская первая лига — 38 игр, 30 очков (14+16)
- Лига чемпионов — 32 игры, 22 очка (8+14)
- Швейцарская национальная лига Б — 18 игр, 23 очка (14+9)
- Кубок Шпенглера — 8 игр, 2 гола
- Сборная Чехии — 4 игры
- Всего за карьеру — 1124 игры, 649 очков (268+381)